# Muž z Vysokého zámku
Muž z Vysokého zámku (anglicky The Man in the High Castle) je sci-fi román amerického spisovatele Philipa K. Dicka z roku 1962. V roce 1963 získal román cenu Hugo a roku 1993 finskou cenu Tähtivaeltaja-palkinto.

## Obsah románu

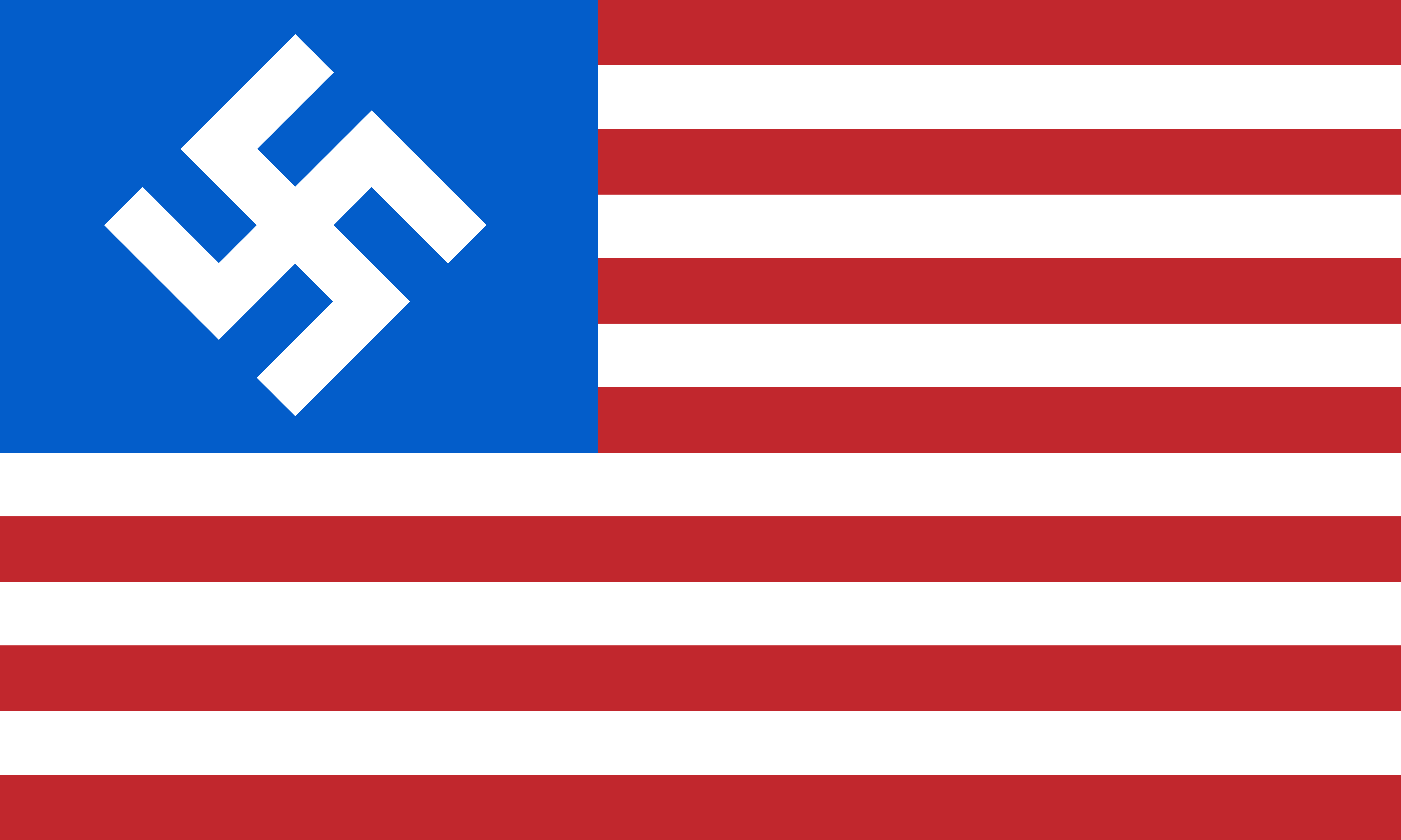
Vlajka Německem okupované části USA

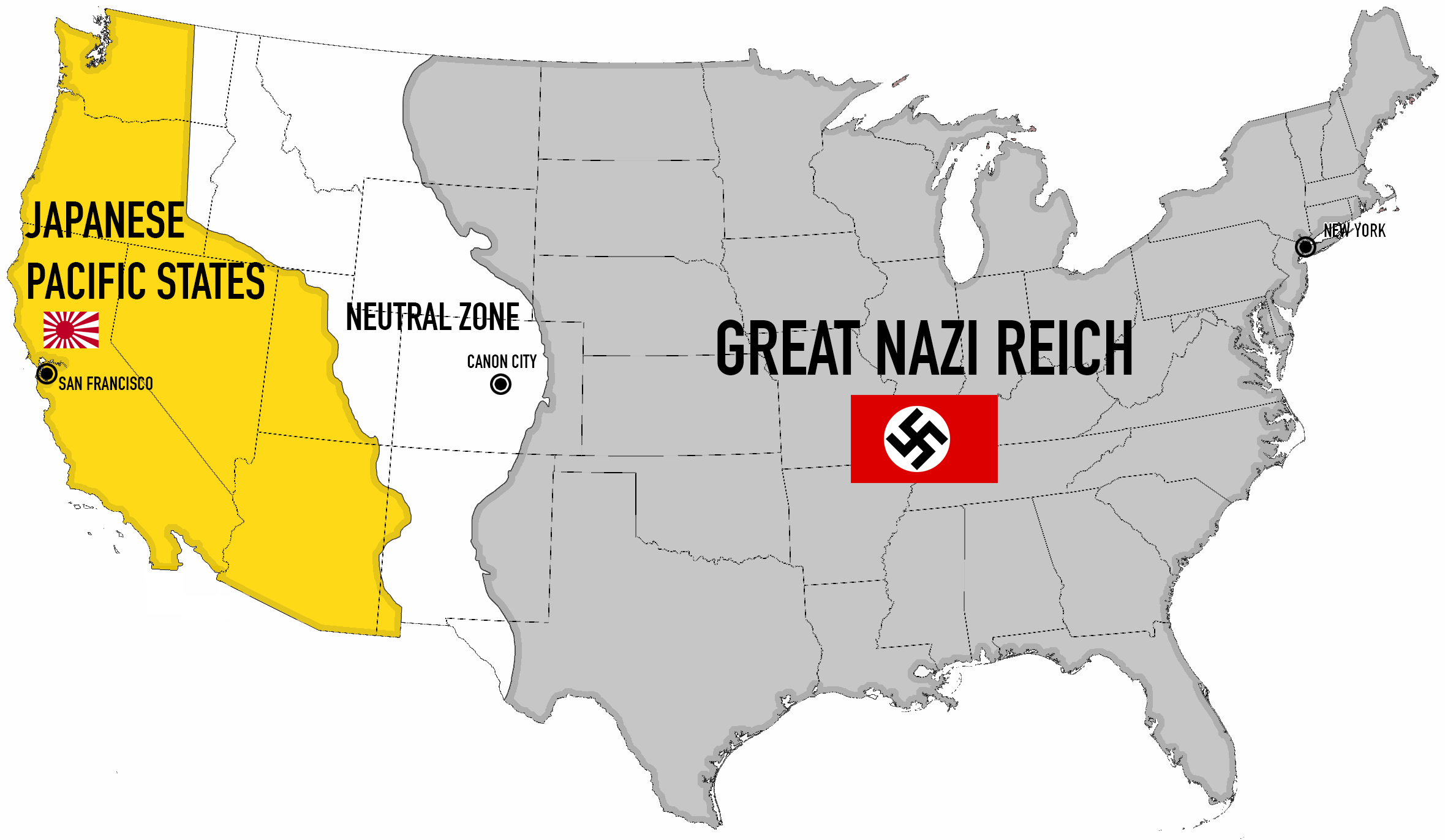
Mapa okupovaných Spojených států podle románu Muž z Vysokého zámku

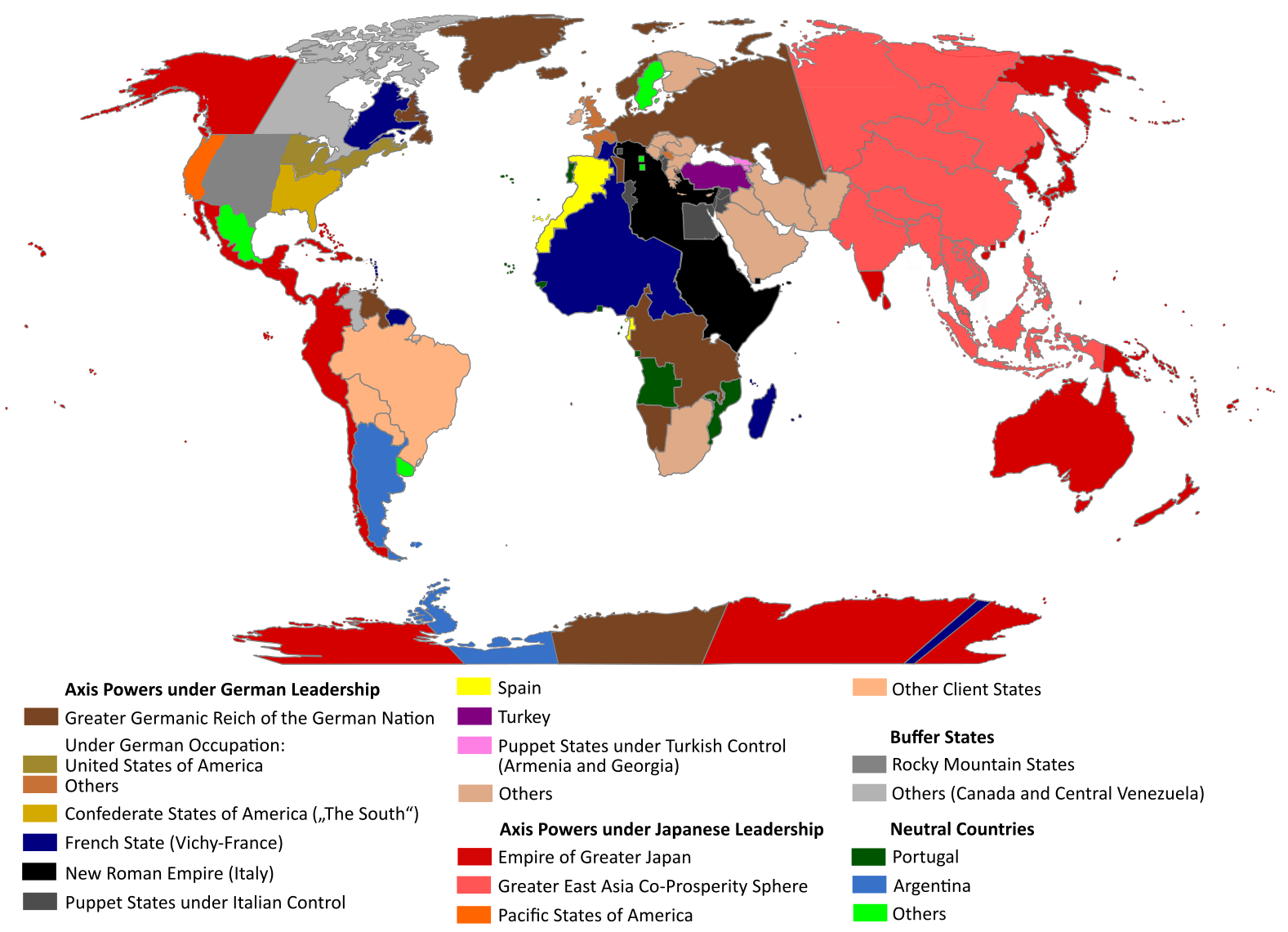
Mapa světa podle politické situace popsané v románu

Jde o román z alternativní historie. Odehrává se v San Francisku ve světě, kde státy Osy vyhrály druhou světovou válku. Příčinou bylo to, že roku 1933 byl zavražděn americký prezident Franklin Roosevelt. To vedlo k prohloubení hospodářské krize i amerického izolacionismu, takže vojenské síly USA se později ukázaly jako nedostatečné.
Roku 1962, patnáct let po kapitulaci, jsou Spojené státy americké rozdělené na tři části: východní ovládá nacistická okupační vláda, západní je součástí japonských Pacifických spojených států a mezi nimi je pak chudé a bezvýznamné neutrální území Státy Skalistých Hor. Německým kancléřem je Martin Bormann, protože Adolf Hitler má syfilis. Otroctví je opět uzákoněno. Těch něco málo Židů, kteří ještě přežili, se skrývá pod falešnými jmény. Nacisté vysušili Středozemní moře, aby získali zemědělskou půdu, kolonizovali Měsíc, Venuši i Mars a pokračují ve vyhlazování národů Afriky. Mezi nimi a Japonci však nepanují úplně ideální vztahy. A navíc se mezi lidmi velké pozornosti těší zakázaná kniha, jejímž autorem je muž z Vysokého zámku, spisovatel Abendsen, a ve které Němci a Japonci válku prohráli. Pravda o tomto paralelním světě se snad skrývá v narážkách věštební knihy proměn I-ťing, které se snaží rozluštit okupanti, kolaboranti i vlastenci.
Jedním z hrdinů románu je japonský obchodník pan Tagomi. Ten zastřelí dva německé zabijáky, kteří mají za úkol překazit schůzku mezi německým kapitánem Wegenerem a japonským generálem, jejímž cílem je zabránit shození vodíkové bomby na Japonsko. Tagomi se ze svého činu zhroutí a nakonec se mu zastaví srdce.
Další postavou je výrobce napodobenin amerických starožitností a šperků Frink. Jeho manželka Juliana se zamiluje do záhadného Itala, který je ve skutečnosti nacistickým zabijákem. Chce Julianu využít k tomu, aby se dostal na stopu spisovatele Abendsena, který žije v nedobytné pevnosti zvané Vysoký zámek. Juliana nacistu sama zabije a vydá se Abendsena varovat. Zjistí, že Abendsen již bydlí v obyčejném domě, protože má ze své pevnosti fobii a nemůže v ní žít.
Román tak nemá jednu ústřední dějovou linii. Vypráví o osudech několika lidí, které se v určitém okamžiku propletou.

## Televizní zpracování
- Muž z Vysokého zámku (2015–2019), americký televizní seriál společnosti Amazon Studios.[3][4]

## Česká vydání
- Muž z Vysokého zámku, SFK Laser, Čelákovice 1989, samizdatové vydání (fanbook), přeložil Jiří Pilch.
- Muž z Vysokého zámku, Laser, Plzeň 1992, první oficiální vydání, přeložil Jiří Pilch.
- Muž z Vysokého zámku, Argo, Praha 2007, přeložil Robert Tschorn.
- Muž z Vysokého zámku, Argo, Praha 2016, přeložil Robert Tschorn.